# Ciénaga de Oro
Ciénaga de Oro è un comune della Colombia facente parte del dipartimento di Córdoba.
Il centro abitato venne fondato da Antonio de la Torre y Miranda nel 1776. È il luogo di nascita di Gustavo Petro, Presidente della Colombia.